# I'll be there (米良美一のアルバム)
『I'll be there』（アイル・ビー・ゼア）は、米良美一の通算1枚目のオリジナル・アルバム。1999年10月8日に発売された。

## 概要
- CD帯のセールスコピーは、「優しさ、愛おしさ、寂しさ、危うさ、…今を生きる人々の心の情景がここにある。米良美一、初のオリジナル・ポップス・アルバム」。
- プロデュースは、松本俊明・崎谷健次郎・松下久昭。
- 「銀河の丘」「君でなければ」は、米良が高校時代以来のファンであるシンガーソングライター・崎谷健次郎に制作依頼して実現した楽曲。
- 「銀河の丘」は、崎谷健次郎の7枚目のシングル「Because Of Love」の続編として制作された。崎谷自身も2000年発表のオムニバスアルバム『富良野チャペルコンサート』にカバーし収録している。

## 収録曲
1. まるでジャスミン
作詞：阿木燿子 / 作曲：松本俊明 / 編曲：西平彰
2. Blue,Red and Green
作詞：岩里祐穂 / 作曲：楠瀬誠志郎 / 編曲：松本俊明・中山信彦
3. 銀河の丘
作詞：田口俊 / 作曲 / 編曲：崎谷健次郎
4. Sleeping in the sky
作詞：戸沢暢美 / 作曲：松本俊明 / 編曲：松本俊明・中山信彦
5. 愛しさの糧
作詞：山田ひろし / 作曲：松本俊明 / 編曲：松本俊明・中山信彦
6. Sweetest Scene
作詞：岩里祐穂 / 作曲：松本俊明 / 編曲：西平彰
7. Lovers in the morning
作詞：石川あゆ子 / 作曲：松本俊明 / 編曲：西平彰
8. She's So Maniac
作詞：戸沢暢美 / 作曲：松本俊明 / 編曲：西平彰
9. Interlude
作曲：松本俊明 / 編曲：西平彰
10. Yes
作詞：岩里祐穂 / 作曲：米良美一 / 編曲：松本俊明・中山信彦
11. 君でなければ
作詞：田口俊 / 作曲 / 編曲：崎谷健次郎
12. I'll be there
作詞：康珍化 / 作曲：松本俊明 / 編曲：西平彰